# Cratere Angelou
Angelou è un cratere sulla superficie di Mercurio.